# GAZ-24

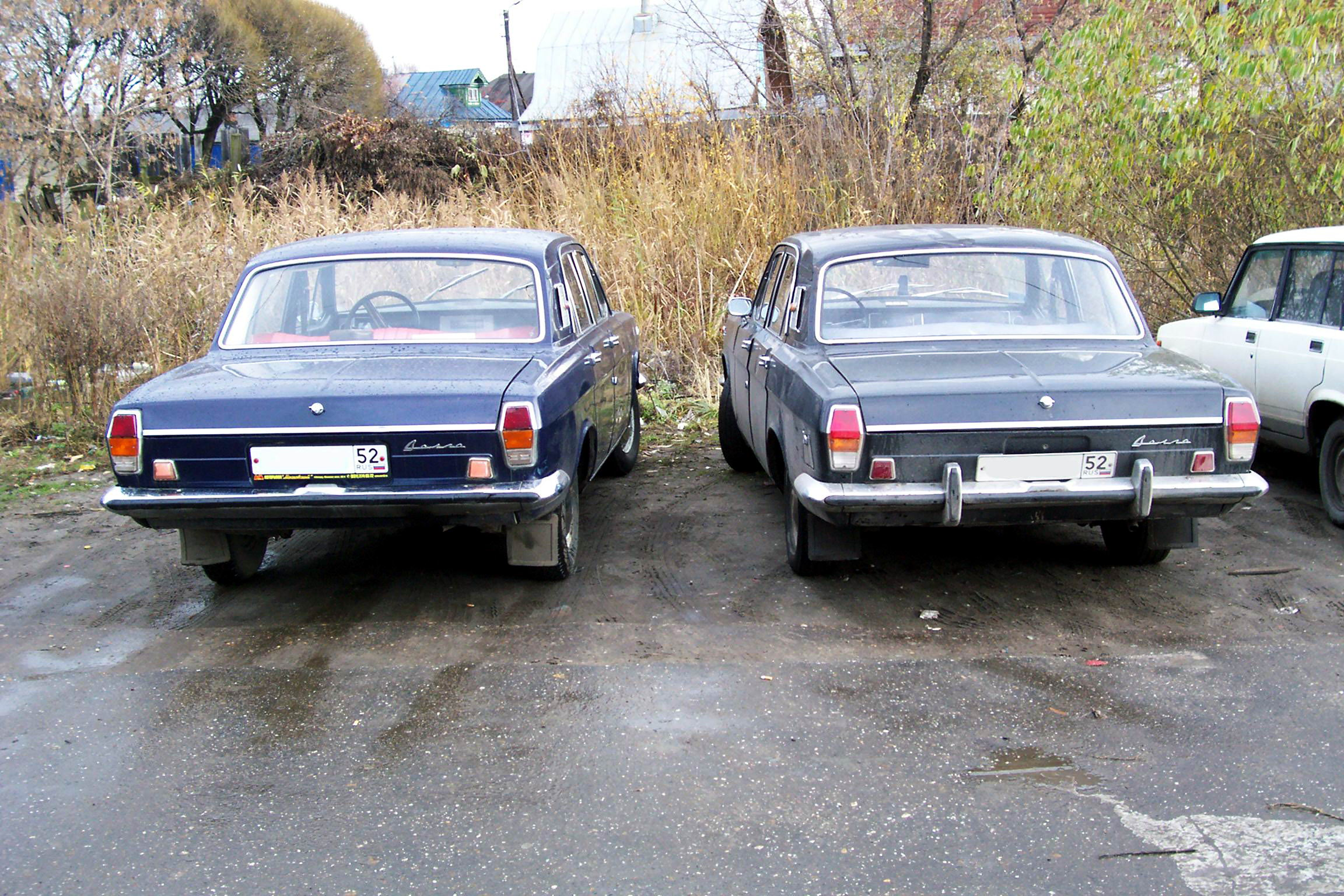
Volgas de 1974 e 1978 - representando duas gerações do GAZ-24 Volga

O GAZ-24 "Volga" é um automóvel fabricado pela fábrica de automóveis Gorky (Gorkovsky Avtomobilny Zavod, GAZ) de 1970 a 1985 como a 2ª geração de sua marca Volga. 
Uma versão amplamente redesenhada (praticamente, um carro novo em uma carroceria antiga modificada) - GAZ-24-10 - foi produzida de 1985 a 1992. Os modelos rebatizados montados na Bélgica foram vendidos como Scaldia-Volga M24 e M24D para o mercado da Europa Ocidental.

## 1967-1969

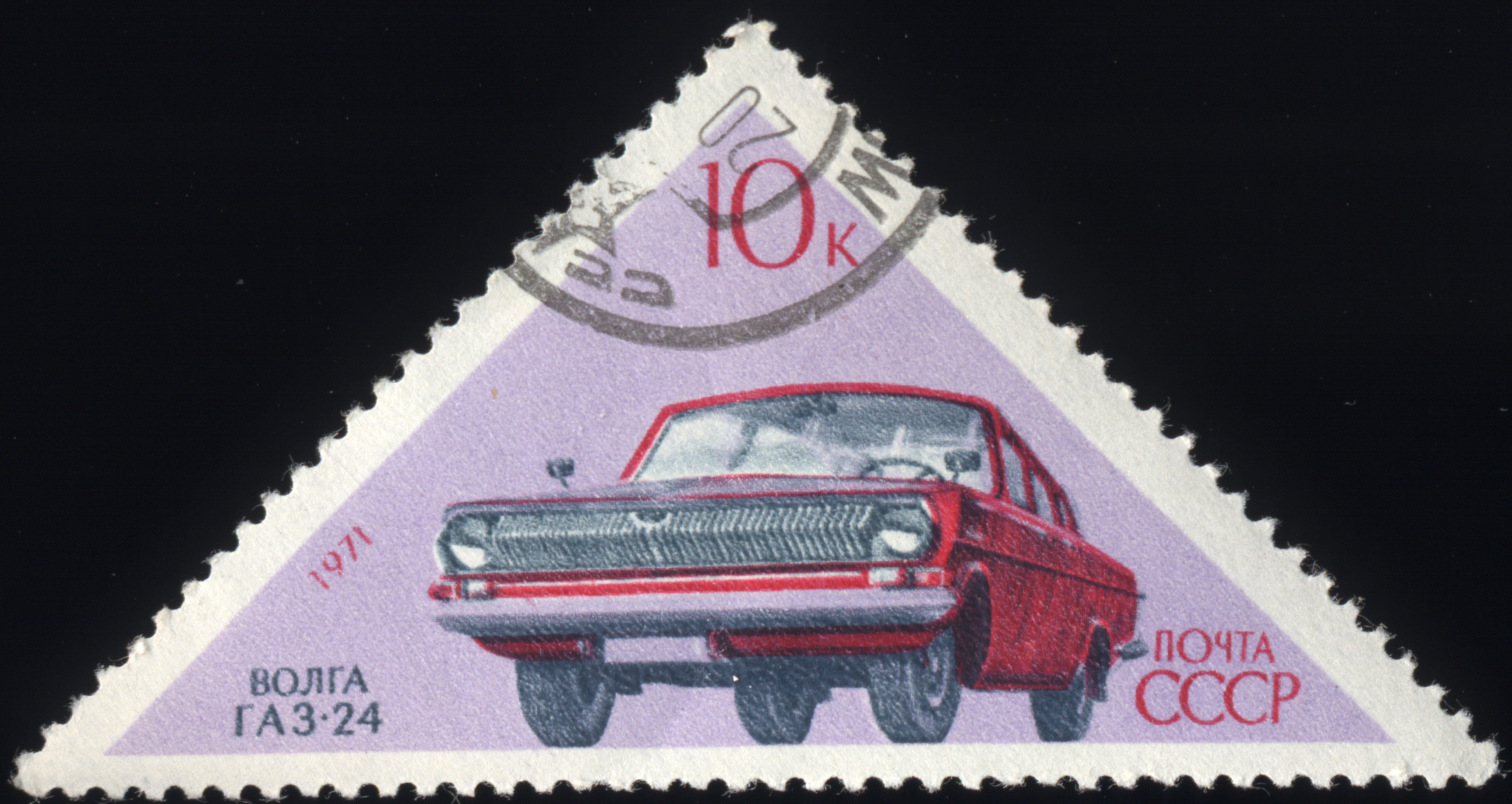
Volga "pré-serial" retratado em selo postal soviético de 10 copeques de 1971

O desenvolvimento do GAZ-24 (então chamado M-24) foi praticamente concluído em 1966, quando 12 dos protótipos da terceira série foram construídos e seu projeto aprovado. Foi revelado no final de 1967. Apenas 32 unidades foram construídas em 1968, embora, principalmente para testes de estrada, com outras 215 unidades construídas em 1969. Os Volga construídos em 1968/1969 são freqüentemente chamados de "pré-seriados" porque a fabricação em grande escala começou apenas em 1970 (18.486 unidades construídas). As características distintivas dos primeiros protótipos eram os dois espelhos retrovisores externos fixados nos para-lamas dianteiros. A maioria dos carros pré-seriais e todos os carros seriais tinham um espelho colocado na porta dianteira esquerda.
O GAZ-24 foi desenvolvido para substituir o obsoleto GAZ-21 Volga desenvolvido na década de 1950. O novo Volga tinha uma distância entre eixos mais longa (2.800 mm) do que o GAZ-21 (2.700 mm), mas um comprimento total ligeiramente menor (4.735 mm em comparação com os 4.810 mm do GAZ-21) e era substancialmente mais baixo (1.490 mm em comparação com 1.620 mm do GAZ-21). A largura permaneceu intocada. Uma longa distância entre eixos, estilo mais quadrado, assentos separados com bases mais baixas e um teto plano tornavam o novo Volga de tamanho generoso por dentro, com assentos confortáveis para cinco ou seis passageiros. O carro foi projetado para durar anos em condições severas de estrada, e sua construção monobloco reforçada deu ao Volga um peso extra em comparação com os análogos estrangeiros, mas a direção hidráulica nem era uma opção e ganhou o apelido de barzha (barcaça).
O motor padrão era o ZMZ-24D de 4 cilindros em linha OHV de bloco de alumínio de 2.445 cc produzindo 95 cavalos de potência métrica (70 kW) com um carburador de afogador duplo. Apenas uma transmissão manual de quatro velocidades com câmbio montado no assoalho foi oferecida (embora a GAZ tenha feito o protótipo de uma transmissão automática, uma manual na coluna e uma manual de três velocidades com overdrive).
As linhas de acabamento do GAZ-21 ("padrão" e "melhorado") foram abandonadas, todos os GAZ-24 Volgas tinham acabamentos semelhantes. Nenhuma opção específica ou extras foram listados, mas o equipamento padrão incluía freios a tambor elétricos autoajustáveis com sistema de freio dividido dianteiro / traseiro, rádio de três ondas com antena elétrica, estofamento de segurança interno, apoios de braços centrais (dianteiros e traseiros), alternador, limpador de pára-brisa de três velocidades e lavador de pára-brisa acionado por pedal, aquecedor com desembaçador, desembaçador do vidro traseiro, relógio elétrico e luzes do porta-malas e do compartimento do motor. Os primeiros carros tinham velocímetros retangulares, com medidores que se enchiam de vermelho, como um termômetro. O interior estava disponível em três cores – vermelho, castanho ou cinzento claro. A seleção da cor interior muitas vezes contrastava com a cor do exterior. Os carros oficiais eram quase sempre pretos por fora e vermelhos por dentro. O painel era em alumínio e pintado na cor exterior, sendo a parte superior revestida com forro de segurança e vinil preto.

## 1970-1974

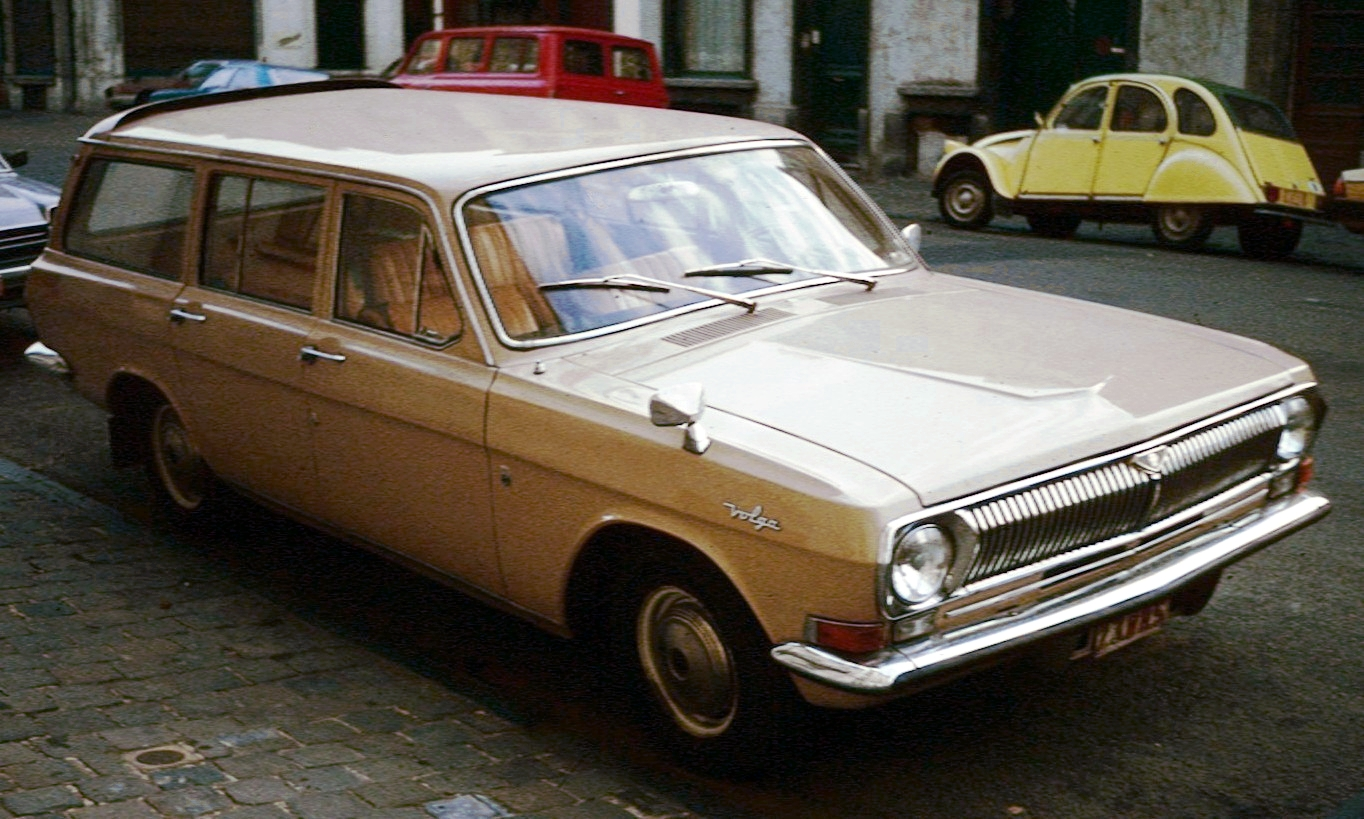
Volga perua

O GAZ-24 foi exibido no Salão Automóvel de Londres em 1970. A fabricação em grande escala começou em 15 de julho de 1970. As vendas de exportação começaram em 1971. De 1970 a 1974, o Volga permaneceu quase inalterado. Apenas pequenas modificações ocorreram em 1972-1973, quando o carro ganhou uma nova trava da tampa do porta-malas, cinzeiros planos nas portas traseiras em vez dos primeiros cinzeiros que eram construídos nos apoios de braços das portas traseiras, novo pára-choque traseiro e novo rádio com aparência mais agradável e construção modificada. Em 1973, apareceu um painel com inserção de madeira simulada (também foi usado um acabamento granulado "prateado" até 1974). Depois de 1973, o interruptor de ignição foi movido do painel para baixo do volante, para evitar lesões nos joelhos em acidentes rodoviários, embora isso fosse menos conveniente para o condutor. Também em 1974, o Volga ganhou luzes de estacionamento adicionais nos pilares C, semelhantes às luzes populares nos carros americanos da época. O GAZ-24-01 foi acompanhado em 1977 pelo GAZ-24-07, que foi equipado para usar propano liquefeito.
O velocímetro retangular original foi alterado para um circular em 1975, mesmo ano em que a chave de ignição foi movida do painel para a coluna de direção. A partir de 1977, foram oferecidos cintos de segurança.
Em 1978, cerca de 1.000 GAZ-24-56 com volante na direita foram construídos para exportação para a Índia, Paquistão e Singapura; movidos pelo motor Peugeot XDP 4.90, não foram montados na Bélgica e foram os últimos veículos com volante na direita construídos pela GAZ.
O Volga era um símbolo de status na União Soviética, sendo grande e luxuoso, com rádio de três faixas. Ao contrário do GAZ-21, entretanto, durante a maior parte de sua vida útil de produção, ele não esteve comumente disponível ao público; aqueles que foram vendidos exigiam uma licença especial para comprá-los. Isso não começaria a mudar até a década de 1980.

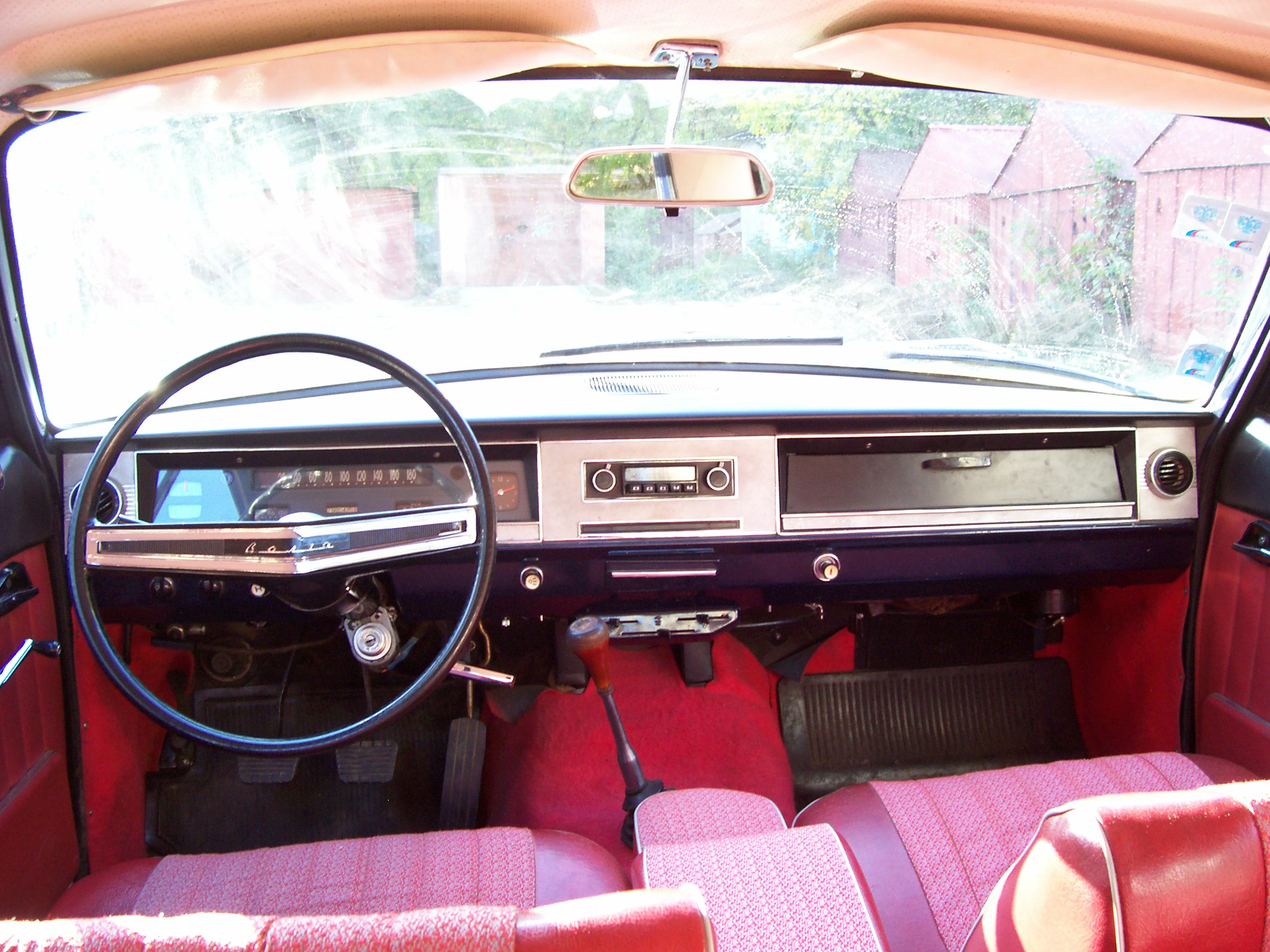
Interior do Volga 1974 – painel com acabamento "prateado", apoio de braço central, cintos de segurança "NORMA" de reposição
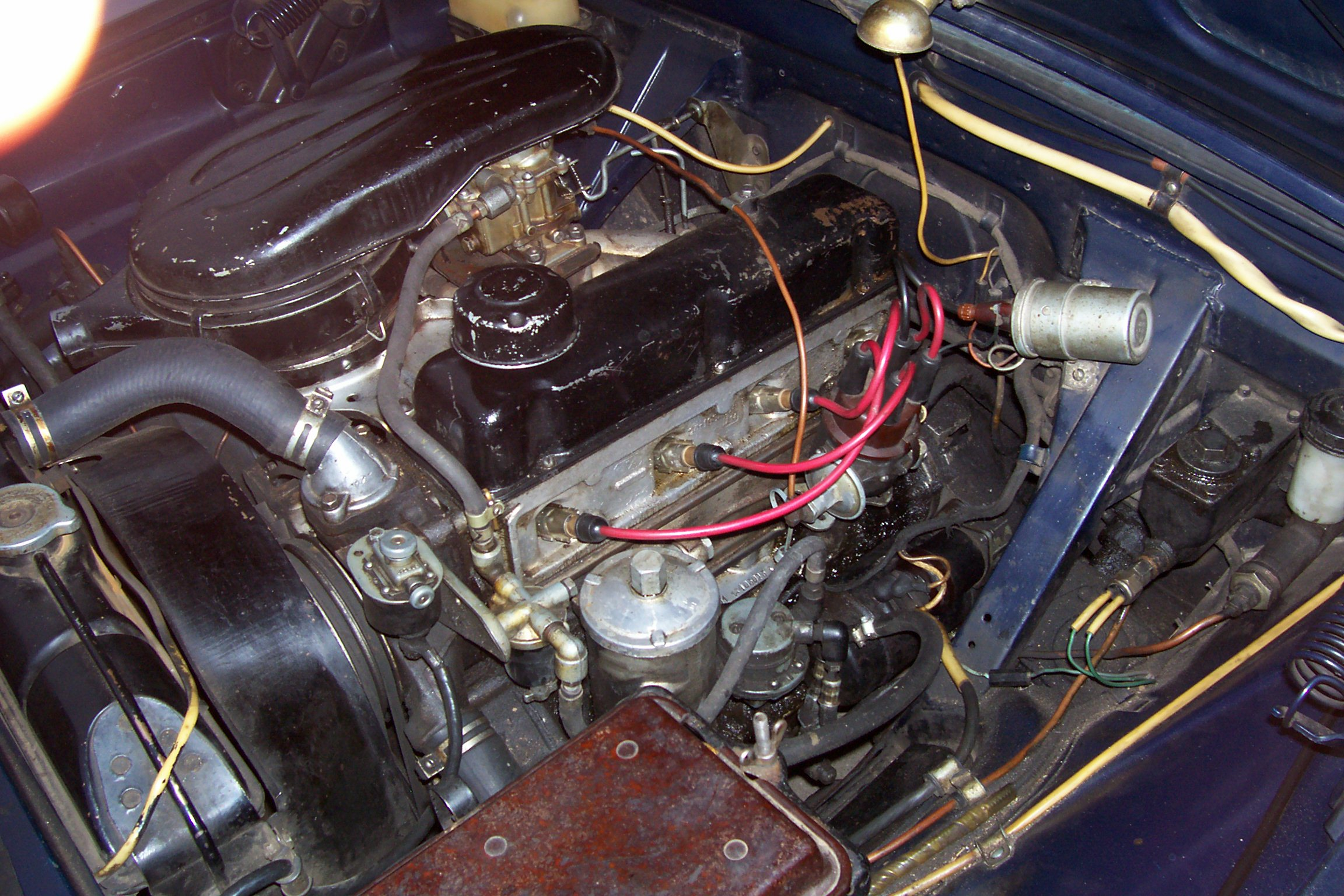
Motor de baixa compressão ZMZ-24-01 (padrão em táxis e uma opção disponível em sedãs padrão)
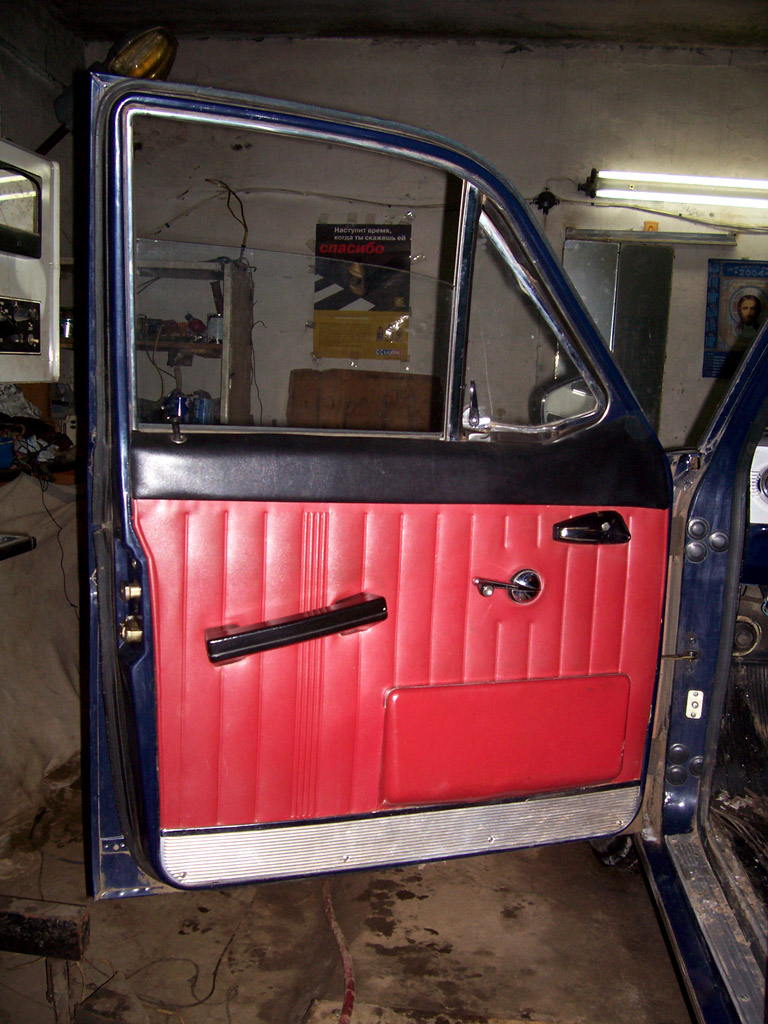
Painel da porta antes de 1976
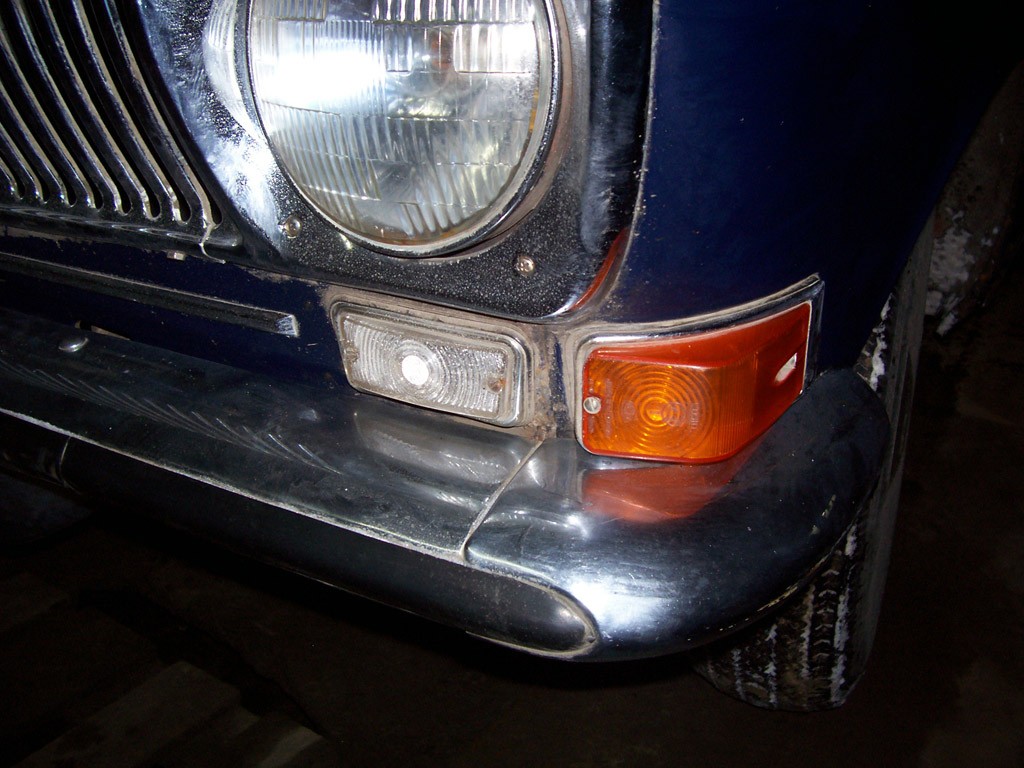
Luz de seta e luz de estacionamento
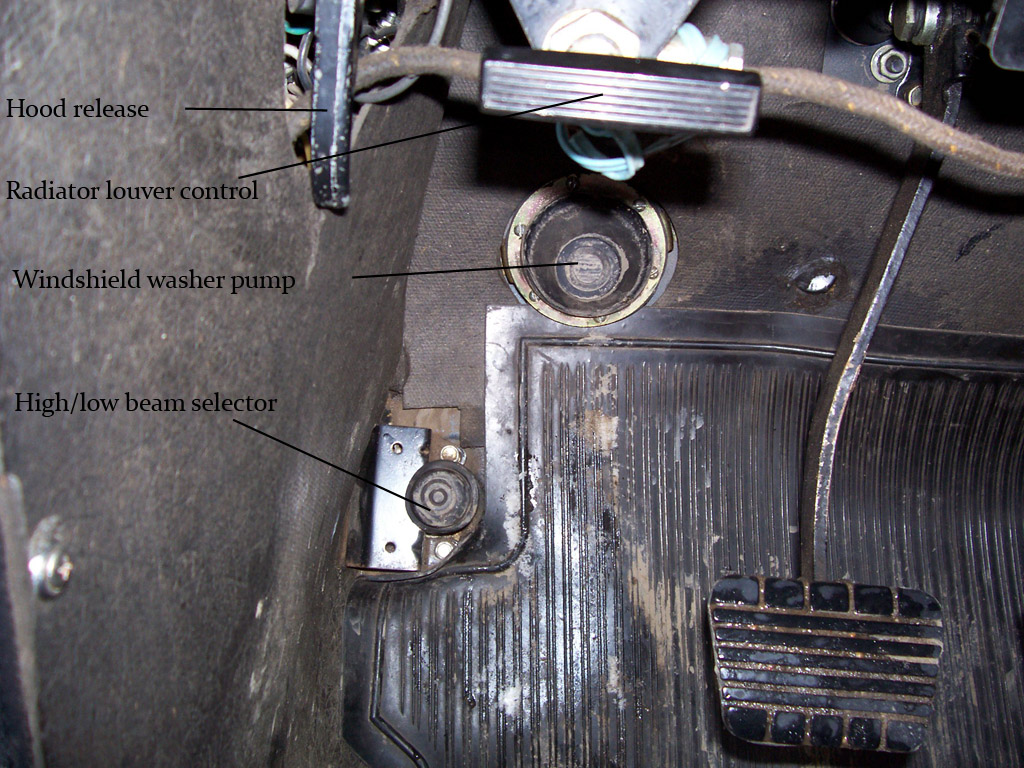
Seletor de farol alto/baixo, bomba de lavagem do para-brisa, controle da veneziana do radiador, liberação do capô
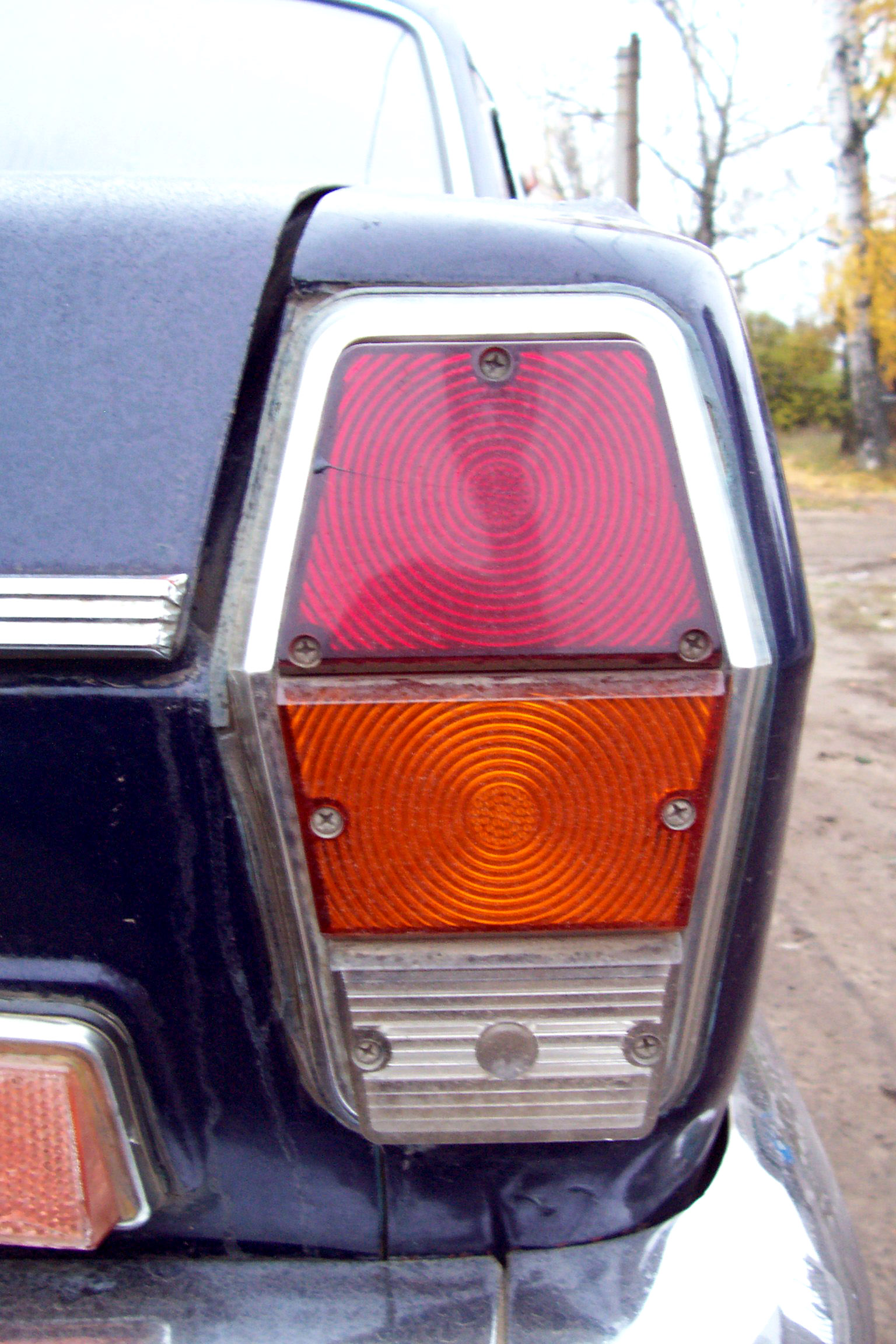
Lanterna do Volga 1974

### Táxi

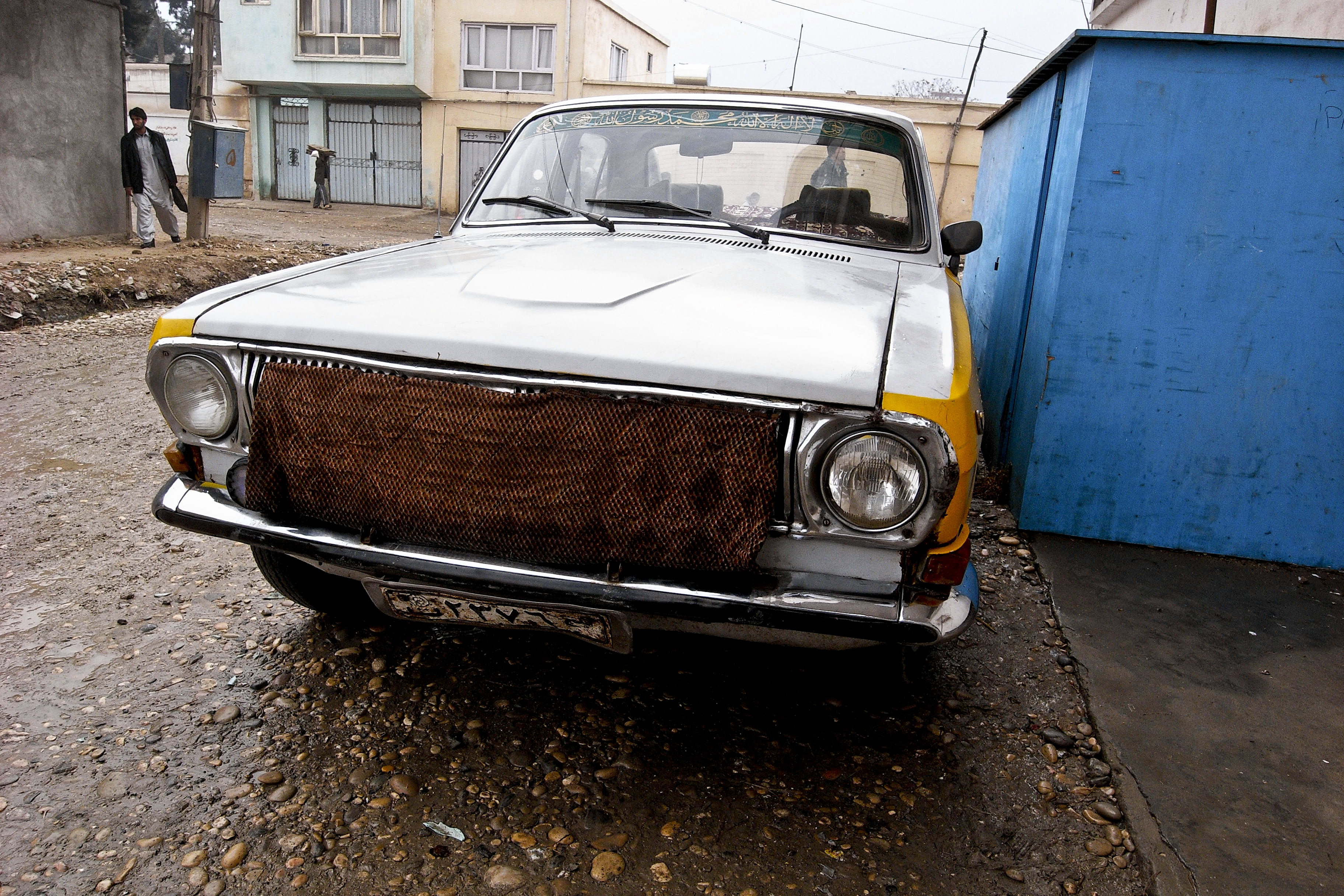
Um Volga táxi em Cabul, no Afeganistão em 2007

Os Volga eram quase os únicos táxis da URSS. Em 1971, o táxi GAZ-24-01 foi lançado. Tinha interior todo em vinil barato e fácil de lavar, motor ZMZ-24-01 de baixa compressão (85 CV, SAE 95 CV) capaz de funcionar com combustível de 76 octanas (mais comumente disponível na União Soviética), taxímetro sob o painel e faixa xadrez distinta nas portas dianteiras. No início, os táxis do Volga eram pintados em diferentes cores claras; mais tarde, a maioria dos táxis foi pintada de amarelo-limão. O GAZ-24 ainda é famoso por sua dirigibilidade e durabilidade. Os táxis Volga geralmente têm mais de 1.000.000 km (620.000 milhas) em seus odômetros e várias reformas de motor. Os motoristas de táxi apelidaram o sedã GAZ-24 de "Camarão" devido à sua aparência esbelta (quando comparado ao GAZ-21, apelidado de "Vaca Sagrada") e às duas "presas" abaixo do pára-choque dianteiro que lembravam garras de camarão. As peruas táxi GAZ-24-04 (as peruas eram usadas como táxis de carga) foram apelidados de "Galpão" devido ao vasto espaço interior; eles tinham uma carga útil de 400 kg, devido às molas traseiras mais rígidas.

### Perua e ambulância
Em 1972, foi lançada a perua GAZ-24-02 de quatro portas, equipada com três fileiras de assentos. Para inibir pequenas empresas privadas, as peruas Volga não eram vendidas a proprietários privados sem autorização especial. Por exemplo, famílias com muitos filhos ou desportistas que tinham de transportar equipamento desportivo pesado (como pára-quedas) foram autorizados a comprar uma perua Volga. O famoso palhaço e ator Yuri Nikulin foi autorizado a possuir uma perua GAZ-24-02 porque frequentemente transportava equipamentos pesados de circo. Essa restrição veio do pequeno volume de produção do GAZ-24-02. As peruas eram usadas principalmente por hospitais (como ambulâncias), lojas estatais, empresas de táxi, Milítsia, GAI, correios e outras empresas estatais. A perua foi vendido livremente nos mercados de exportação.
O GAZ-24-02 tinha um espaço interior generoso com três fileiras de assentos e capacidade para sete ou oito passageiros. A área atrás do banco dianteiro poderia ser convertida num espaçoso compartimento de carga de um nível. O GAZ-24-02 tinha molas traseiras reforçadas (seis molas em oposição às cinco do sedã) e podia transportar até 400 kg, graças às molas traseiras mais rígidas.
O GAZ-24-04 era uma variante táxi da perua Volga com características especiais semelhantes às do táxi sedã.
O modelo GAZ-24-03 com especificação de ambulância foi introduzido em 1973.

### Conversível
A GAZ nunca produziu conversíveis do GAZ-24. Todos os conversíveis foram produzidos por uma fábrica militar na cidade de Bronnitsy. Eles foram usados para desfiles militares.

### Picape

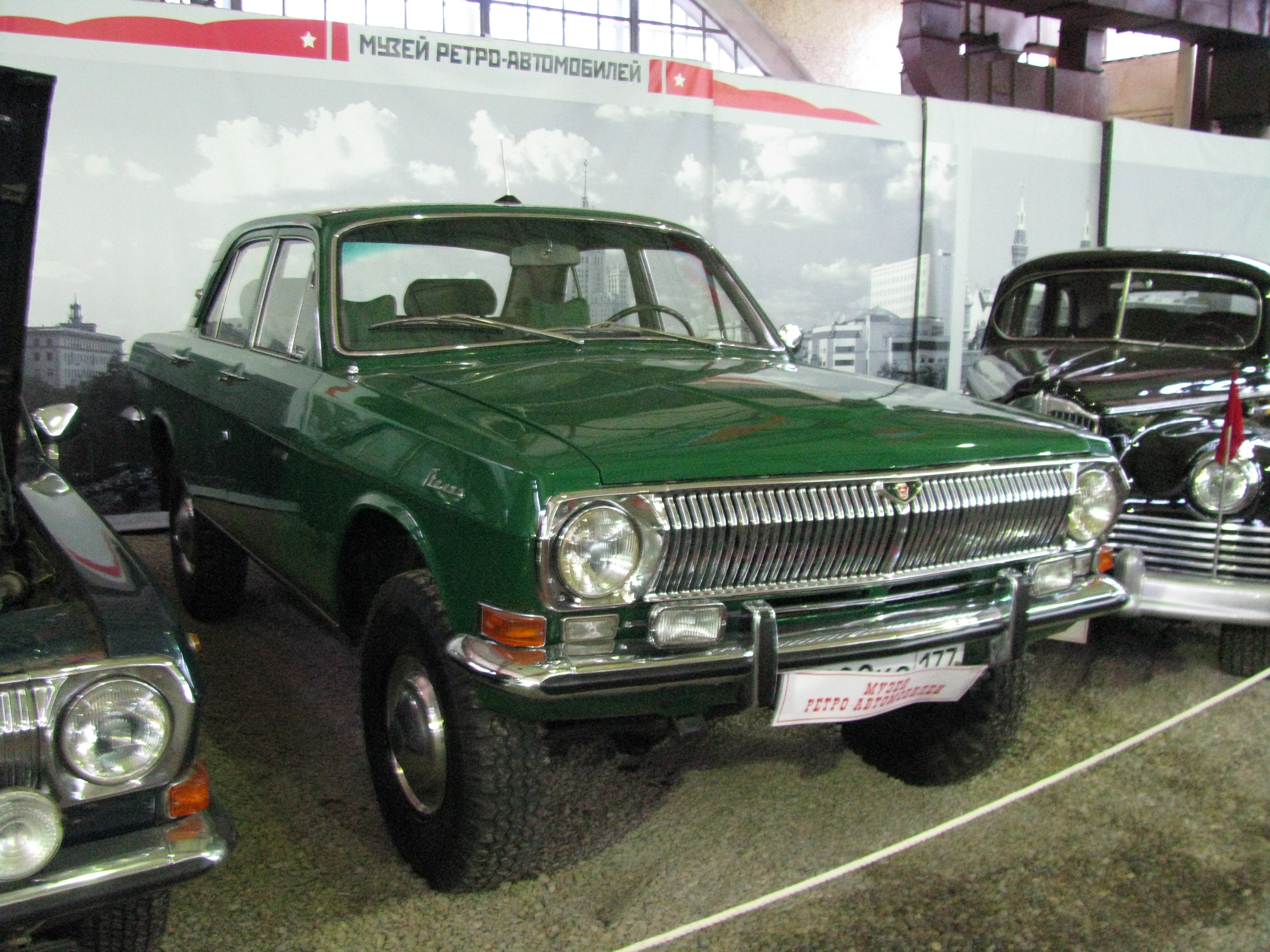
GAZ-24-95

As picapes do Volga foram construídas por diferentes oficinas de automóveis em todo o país. Os exteriores eram diferentes.

### Versão AWD
Durante o inverno de 1973-74, cinco GAZ-24-95 AWD foram construídos. Ele usava uma caixa de transferência UAZ, com um assoalho fortemente modificado. O eixo dianteiro acabou sendo um eixo traseiro Volga virado para trás, preso às juntas UAZ para a direção, com molas de lâmina dianteiras (em trilhos de chassi mais fortes, para suportar a carga maior). O cárter também teve que ser modificado. No total, as mudanças adicionaram 90 kg. Algumas desvantagens foram descobertas durante os testes e essa modificação permaneceu experimental. Um sobrevive no museu da fábrica GAZ, outro talvez esteja em mãos privadas em Nijni Novgorod.

## 1975-1976

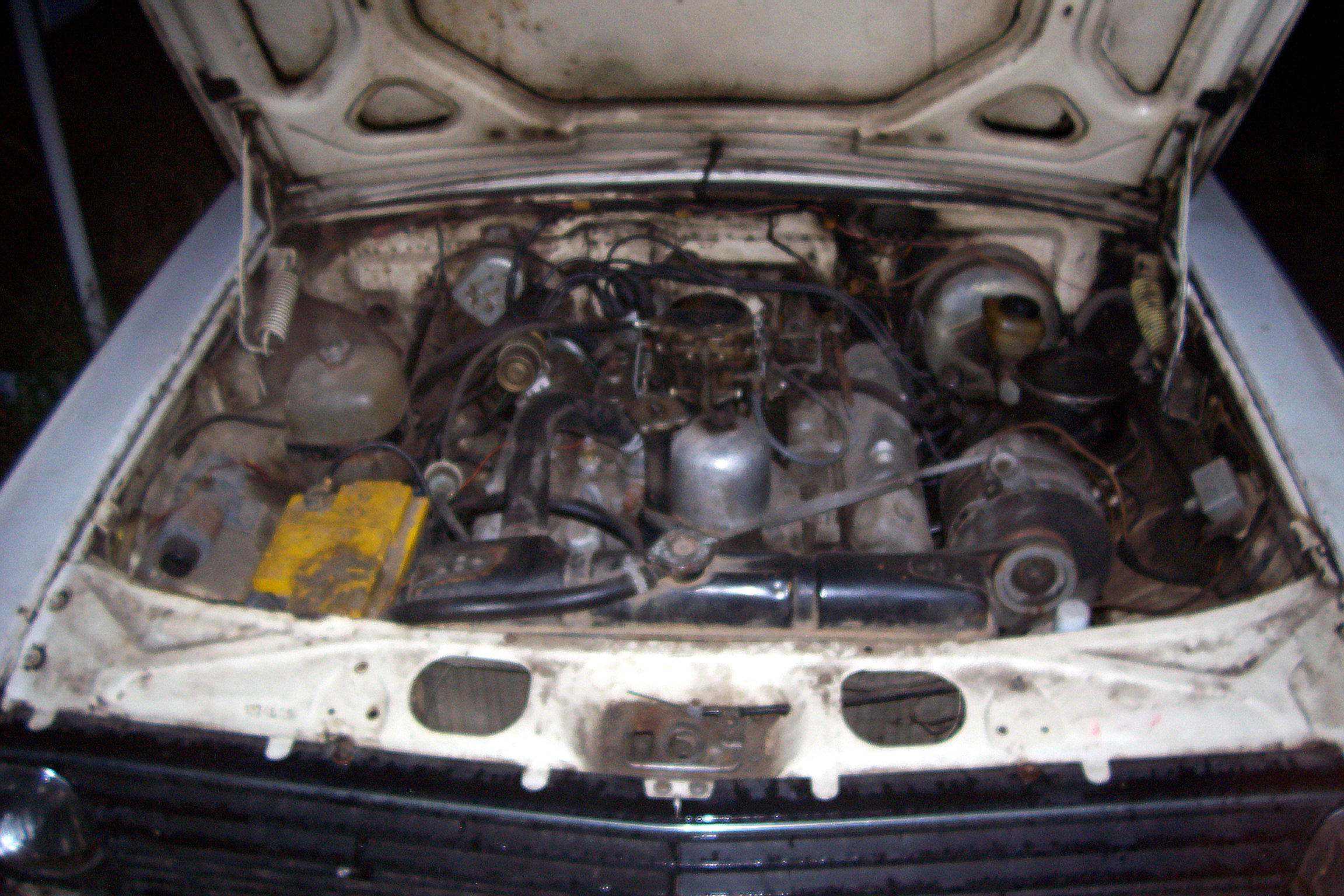
Motor GAZ-24-34 V8 ZMZ-505.10: GAZ-24-24 tinha quase o mesmo motor (chamado ZMZ-24-24); 24-34 é um desenvolvimento posterior do GAZ-24-24 produzido após 1985.

Em 1975, o carro foi ligeiramente modificado - um velocímetro mais convencional e um espelho retrovisor externo mais conveniente. O sistema de refrigeração do motor foi modificado para usar anticongelante em vez de água.

### Versão com motor V8
A partir do final de 1974, uma versão com motor V8 foi produzida em pequenos números, o GAZ-24-24. Ele recebeu o motor OHV ZMZ-24-24 V8 de alumínio de 190 cv (140 kW) 5.530 cc (337 cu in) (derivado do GAZ-13), um carburador de quatro tempos, escapamento duplo, transmissão automática de três velocidades (a mesma que do Chaika), direção hidráulica, suspensão modificada e tanque de combustível de 105 L, mas os mesmos freios a tambor do Volga padrão. Esta modificação às vezes é designada como "dispositivo 2424" e foi apelidada de "Duplo" (por ter um V8, em vez de um quatro em linha) e "Caçador/Perseguidor" (em russo:  догонялка, transl. dogonyalka). O dispositivo 2424 foi utilizado pela KGB como interceptador e carro de segurança. Era um veículo batedor que acompanhava as limusines governamentais Chaika e ZIL.

## 1977-1985
Em 1976-78, o carro foi completamente renovado. Para melhorar a segurança, protetores de pára-choque, faróis de neblina dianteiros amarelos, piscas secundários nos para-lamas dianteiros e cintos de segurança (dianteiros e traseiros) tornaram-se equipamento padrão. O carro teve interior modificado. O novo painel consistia em corpo de alumínio e duas peças de enchimento de espuma macia de poliuretano. Os painéis superiores das portas tinham a mesma construção. Os painéis inferiores das portas eram completamente diferentes da versão anterior. Os assentos ganharam estofamento de vinil e tecido mais conveniente com almofada de tecido. Devido à instalação dos cintos de segurança, o apoio de braço central dianteiro foi eliminado. Um novo interior estava disponível em vermelho, marrom, amarelo, verde limão, verde escuro, azul escuro ou preto. O acabamento interno tornou-se antirreflexo.

### Olympiad '80
Para os Jogos Olímpicos de Verão de 1980, uma frota especial de sedãs e peruas Volga foi construída com tinta especial de dois tons, branca e amarela. Eles acompanharam a Tocha Olímpica. O esquema de cores foi escolhido pelos organizadores locais de Moscou, não pelo COI - a frota dos Jogos de Inverno daquele ano era azul-claro (produtos Ford).

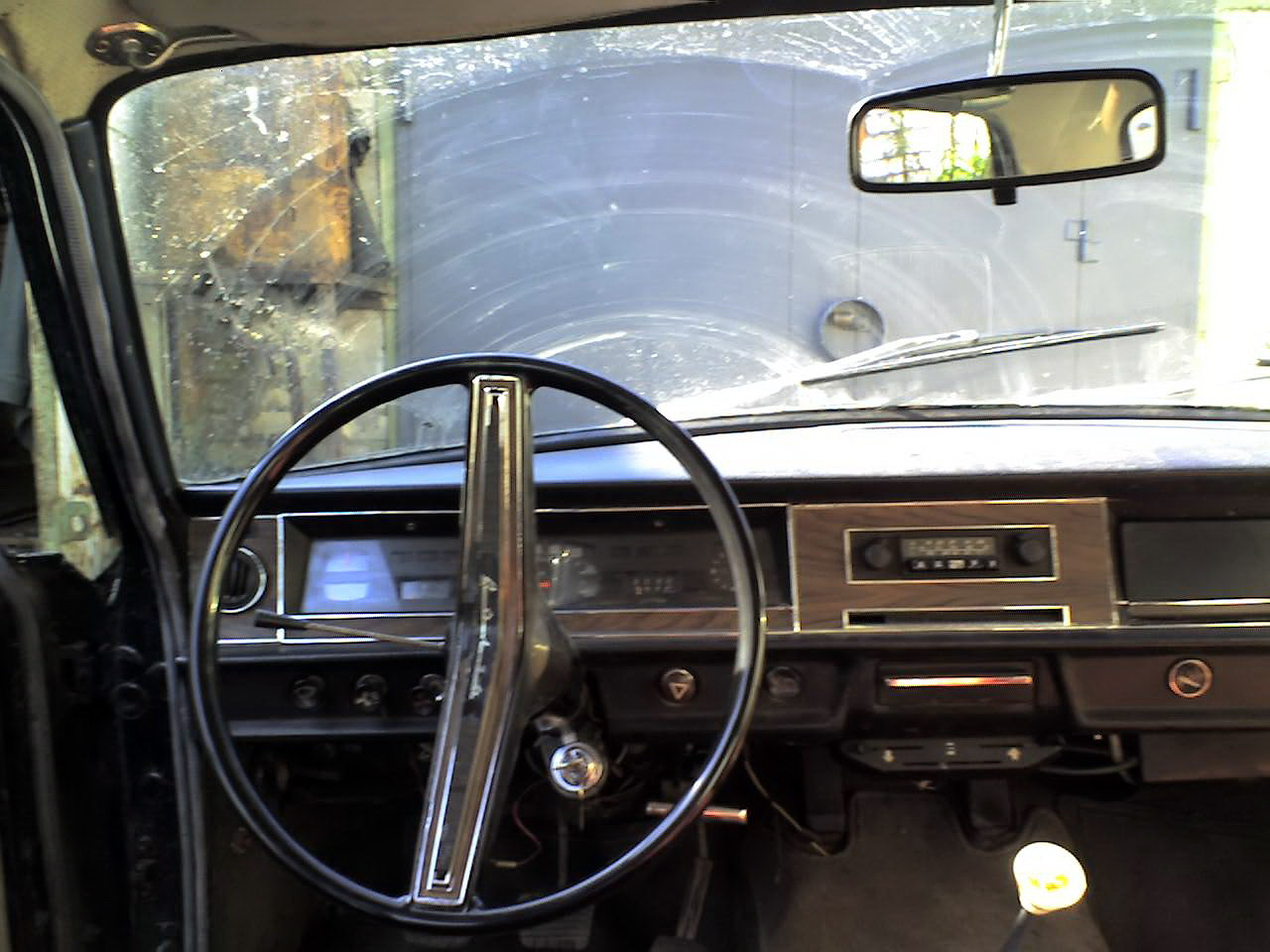
Interior de um Volga 1979
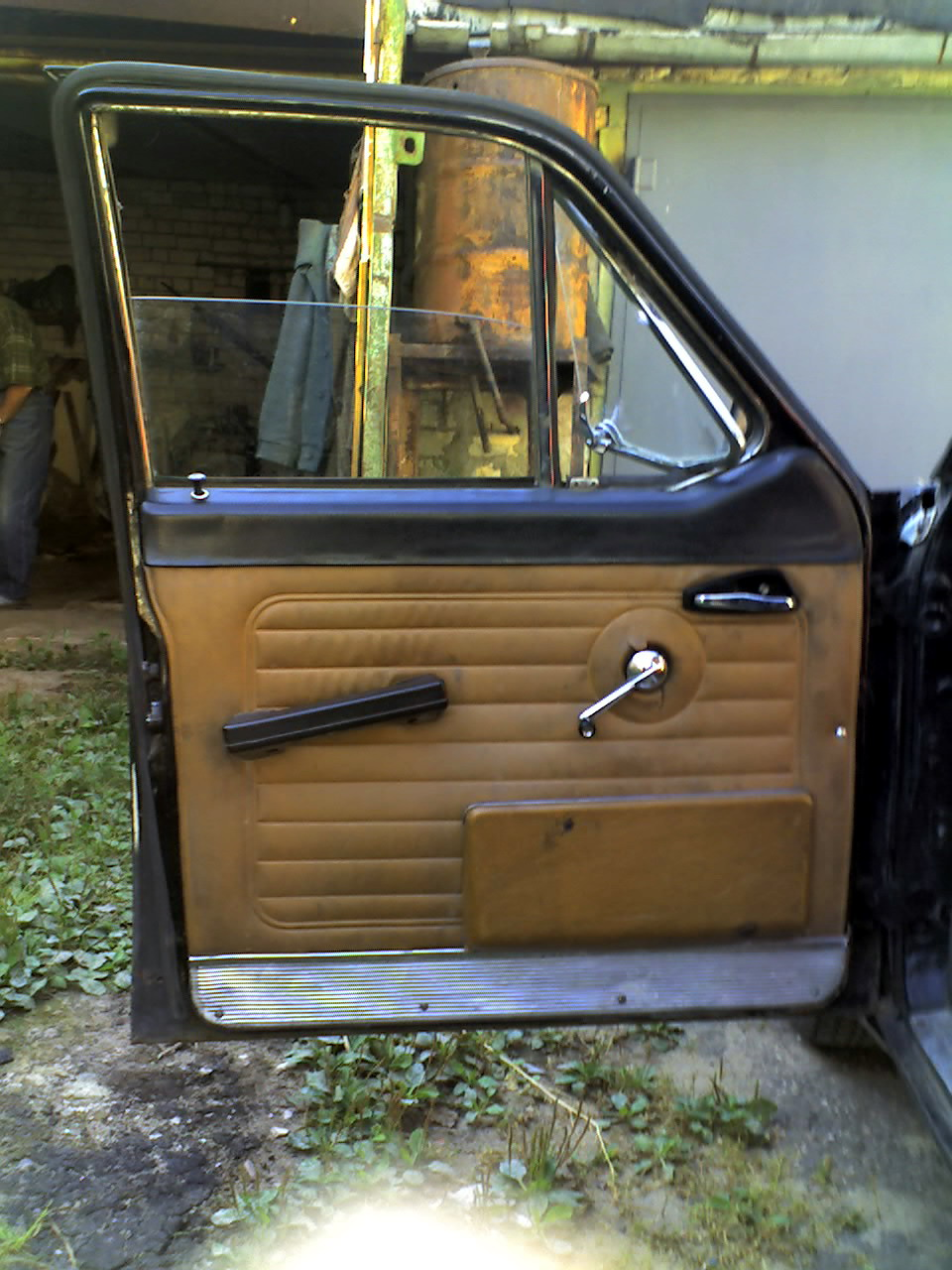
Painel da porta após 1976
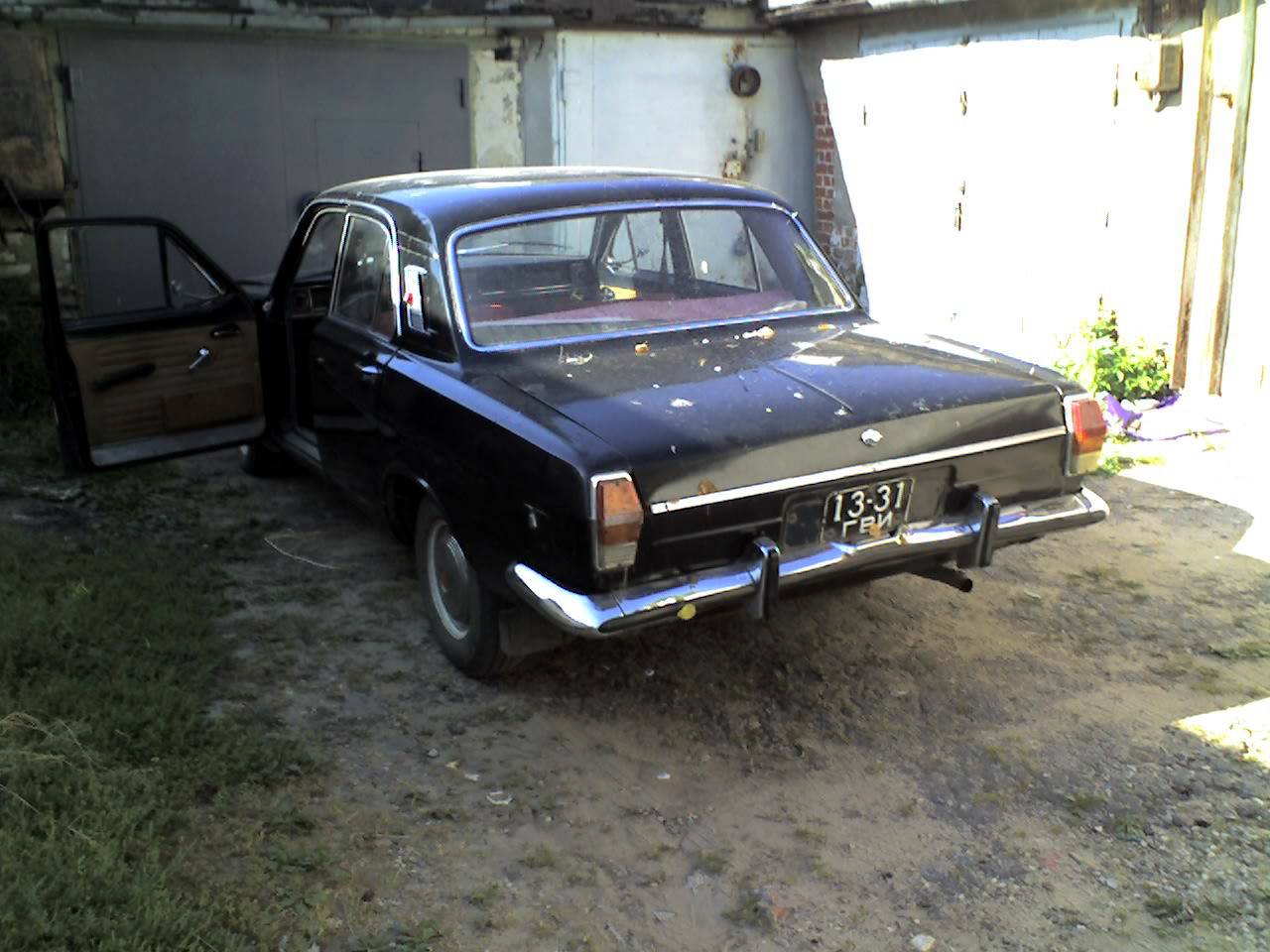
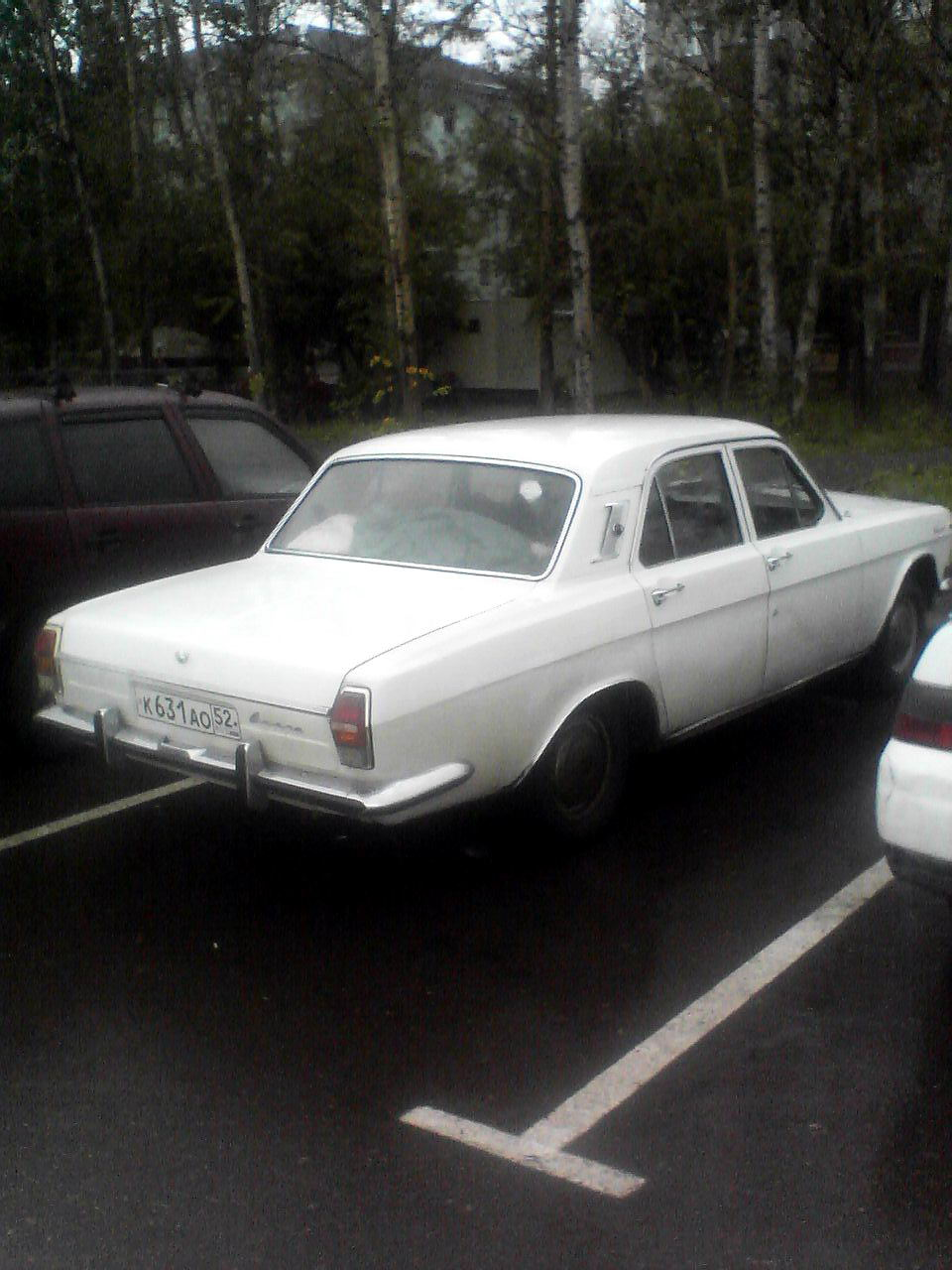

## GAZ-24-10
O Volga GAZ-24-10' foi uma versão atualizada do GAZ-24. Fabricado de 1985 a 1992.
Quando o Conselho de Ministros da União Soviética autorizou a montagem do GAZ-3102, há muito adiada, em 1981, surgiu a esperança de que uma atualização completa da linha de produção se seguiria, mas como os primeiros 3102 deixaram Gorky para garagens do governo em 1982, fazendo lobby pela GAZ para a produção em massa a produção de tal carro seria inútil. Não só não existia apoio político, como também o custo de remodelação da fábrica seria demasiado elevado. Optou-se assim por uma rota mais viável para utilizar a maior parte das características do 3102 e adaptá-las ao GAZ-24, em formato simplificado. No entanto, foram necessários mais dois anos para obter esta aprovação de Moscou, cuja liderança estava preocupada com as consequências políticas após a morte de Leonid Brejnev para permitir o início de uma modernização. A "atualização" foi assim feito em várias etapas, mecânicas e corporais.
Comparado ao GAZ-3102, foi um retrocesso, mas mesmo assim um progresso em relação ao GAZ-24. Coincidentemente, a sua introdução ocorreu durante a ascendência de Mikhail Gorbachev e o país entrou numa nova era – a perestroika. O GAZ-24-10 era pequeno, mas mesmo assim um ícone do período. Isto deveu-se em parte à sua maior disponibilidade ao público em geral como parte do programa de liberalização. Com o 3102 capitalizando o prestígio e a exclusividade da marca Volga, o GAZ-24-10 tem o mérito de defender o seu papel prático. Assim, apesar do seu óbvio arcaísmo em termos de design, e apesar de nunca ter sido exportado para fora do Bloco de Leste, o GAZ-24-10 foi um sucesso global. Seu preço era de 16.300 rublos, em comparação com 15.300 do 3102.

### Detalhes técnicos

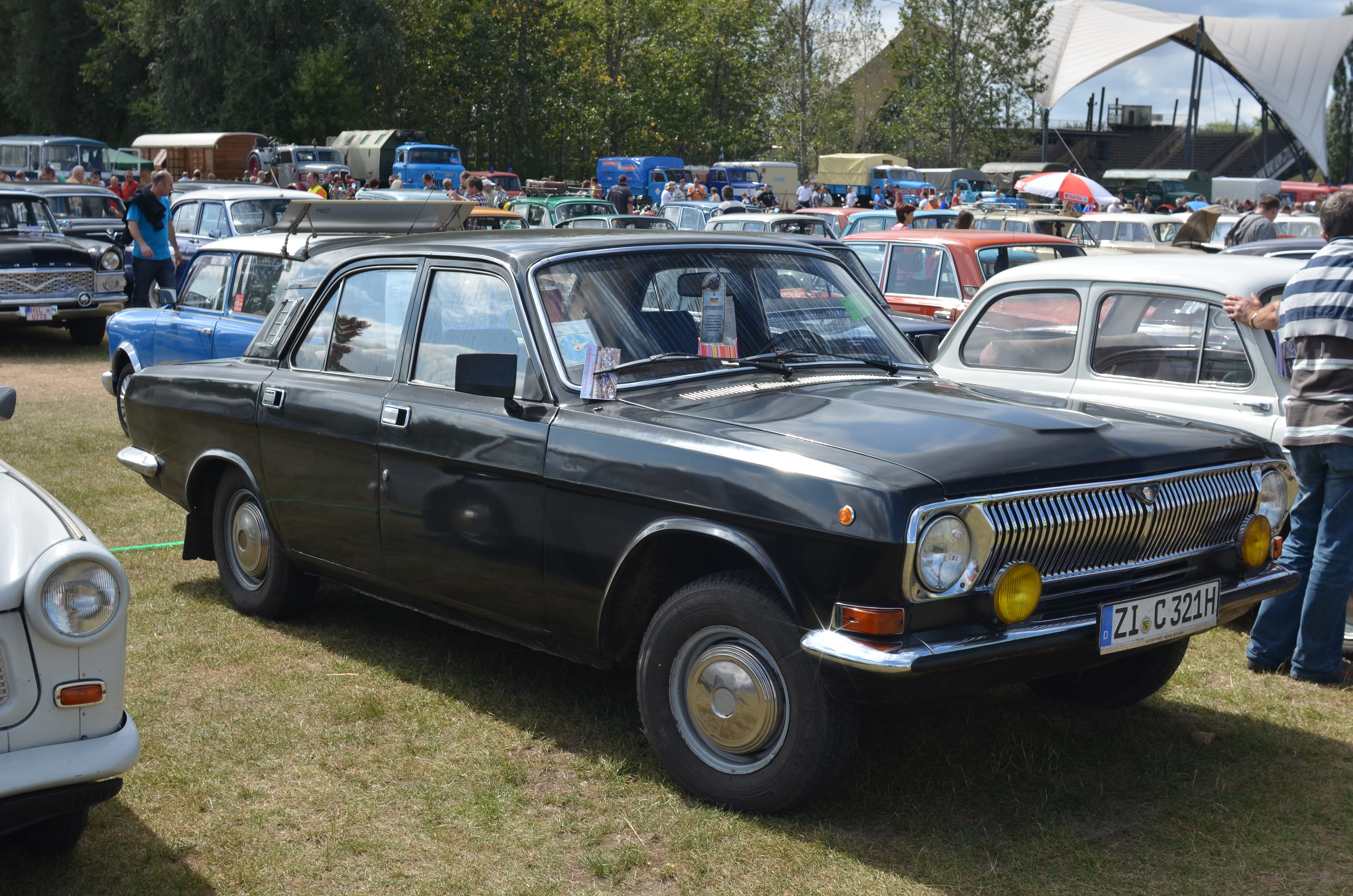
GAZ-24-10

Para a atualização mecânica, o trabalho começou com o motor, de acordo com o novo padrão agora conhecido como ZMZ-402. Isso produzia 100 hp (75 kW; 100 PS), mas precisava de gasolina de 92 octanas. A outra opção era o ZMZ-4021, que dava 90 PS (66 kW), mas precisava apenas da mais comum octanagem de 76. A principal novidade do ZMZ-4022 era a ignição de carga estratificada. Isso foi imediatamente descartado, devido à sua complicação para o carro produzido em massa. Outras mudanças, no entanto, foram mantidas. Isso incluía tampas de mancal do virabrequim sem dedos, novos suportes de eixo de comando de ferro fundido sem buchas, válvulas de entrada e saída de diâmetro aumentado com molas de enrolamento duplo, uma nova bomba d'água, um amortecedor de vibração na polia do virabrequim, sistema de ignição sem contato com um novo alternador, novas velas de ignição e um carburador K-126GM atualizado. Alguns carros apresentavam o carburador K-151 com um filtro de ar de papel (em oposição ao filtro de banho de óleo tradicional) e um solenóide de corte de combustível em marcha lenta com recirculação de gás de escape. Eles geralmente carregavam o bloco de cilindros de alumínio do ZMZ-4022. A potência agora era de 100 hp (75 kW; 100 PS). De 0 a 100 km/h levava 19 segundos, a velocidade máxima era de 147 km/h e a economia de combustível era de 10,7 km/L. O sistema de freios do GAZ-3102 também foi aprimorado, com um cilindro de freio tandem que apresentava um servo de vácuo de câmara dupla e regulador de pressão nos freios traseiros; os freios a disco dianteiros do 3102 foram deixados de fora. O eixo traseiro 3.9:1, a embreagem e os pneus radiais 205/70R14 com cubos "aerodinâmicos" também foram transportados. O painel e o volante também eram do compartimento de peças do 3102.

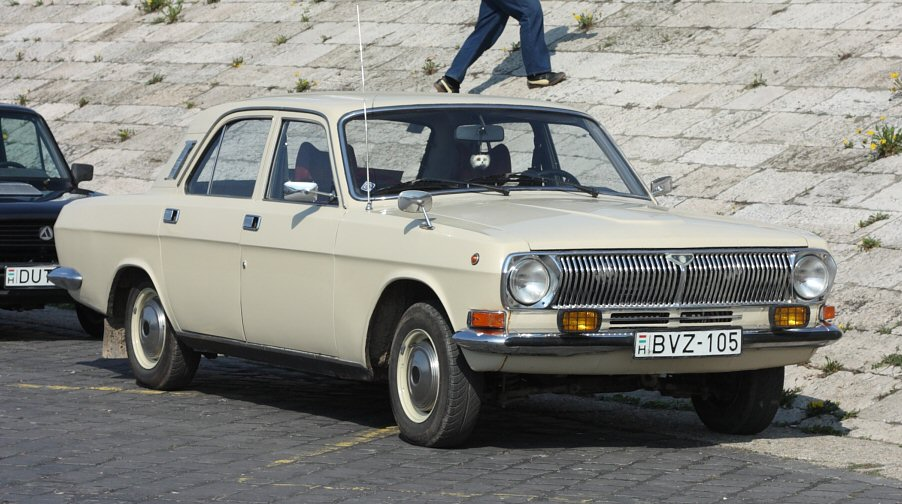
GAZ-24-10

Com essas adições, o Volga foi exibido em um show de carros soviéticos em 1984 e no início de 1985 os primeiros carros saíram da linha de montagem como carros "híbridos" com a mecânica GAZ-24-10 e carrocerias GAZ-24 (chamados não oficialmente de GAZ-24M); somente em 1986 os GAZ-24-10 "puros" foram oferecidos. A segunda parte da modernização foi o interior. A maior parte do layout do 3102, incluindo bancos dianteiros separados com encostos de cabeça, foi transportada. No entanto, os carros diferiam; o acabamento do 3102 era de veludo, enquanto o GAZ-24-10 recebeu tecido padrão. O painel do GAZ-3102 era feito de espuma absorvente de choque com acabamento colorido, enquanto o Volga produzido em massa tinha a ver com plástico preto rígido. Embora o layout exato dos interruptores e saídas de ventilação fosse diferente, os painéis de instrumentos eram idênticos. A perua GAZ-24-02 foi similarmente atualizada em 1986 para se tornar a GAZ-24-12, com produção iniciada em 1987.
Para o exterior, a GAZ desenvolveu um projeto simplificado repetindo a silhueta do 3102, mas em um acabamento muito mais simplificado, com muitos detalhes cromados, notavelmente a grade "baleen" e os para-choques substituídos por plástico preto. Dado que o carro teria uma função temporária, foi escolhido evitar a substituição dos painéis da carroceria por motivos de custo, com exceção das portas. Para melhorar de alguma forma a estética do carro, uma decisão inovadora foi escolhida para simplificar o visual. Assim, a maioria dos detalhes cromados foi removida: o acabamento do lábio do porta-malas, o nome cursivo "Волга" nos para-lamas dianteiros, espelhos e limpadores agora estavam pintados de preto. Os para-choques sobre os pilotos também foram removidos, assim como a luz de conforto no ornamento da coluna C. Luzes de marcação foram integradas ao farol, e faróis de neblina retangulares substituíram os circulares. Como toque final, a grade do radiador baleen foi substituída por uma de plástico preto (originalmente desenvolvida para modelos de exportação para países do Benelux que foram adaptados com motores a diesel locais). Introduzida em abril de 1986, essa reforma completou a transição (a modernização da propriedade durou até 1987).

### Versões
Como o carro era apenas uma atualização, não recebeu um novo nome de tipo. Por ser significativamente diferente do GAZ-24 anterior, foi emitido o sufixo -10. O táxi (que manteve seu motor gasolina 80 RON) era, portanto, o GAZ-24-11, a perua GAZ-24-12, a ambulância GAZ-24-13, o táxi perua GAZ-24-14, e o movido a gás natural era o GAZ-24-17.
Os modelos V8 de produção limitada agora eram chamados de GAZ-24-34. Estes foram inicialmente equipados com o ZMZ-24-34, uma versão atualizada do motor GAZ-24-24 com ventilação do cárter fechada, mas foram modernizados para o ZMZ-503.10 V8 de 195 cv (143 kW), embora alguns se acreditem ter sido equipado com ZMZ-505.10 de carburador duplo de 220 CV (162 kW) derivado do ZMZ-14/Chaika. O GAZ-24-34 foi produzido entre 1987 e 1992.
O GAZ-24-10 também gerou um protótipo de tração nas quatro rodas em 1985, o 3105, que a GAZ esperava poder substituir o 3102 e o Chaika. Apenas 55 foram feitas entre a sua estreia pública em 1992 e 1996, todas à mão.

## Modelos derivados
A van RAF-2203 "Latvija" da Rīgas Autobusu Fabrika (em produção de 1976 a 1997) foi baseada no sistema de transmissão e suspensões do GAZ-24 Volga.
O GAZ-3102 Volga (produzido entre 1982 e 2009) e quase todos os carros de passeio GAZ posteriores (31029, 3110, 31105) eram apenas versões modernizadas e reestilizadas do 24 Volga, mantendo seu chassi e carroceria central, mas diferindo em extremidades dianteiras e traseiras redesenhadas, juntamente com motores novos e mais modernos.

## Variantes internacionais

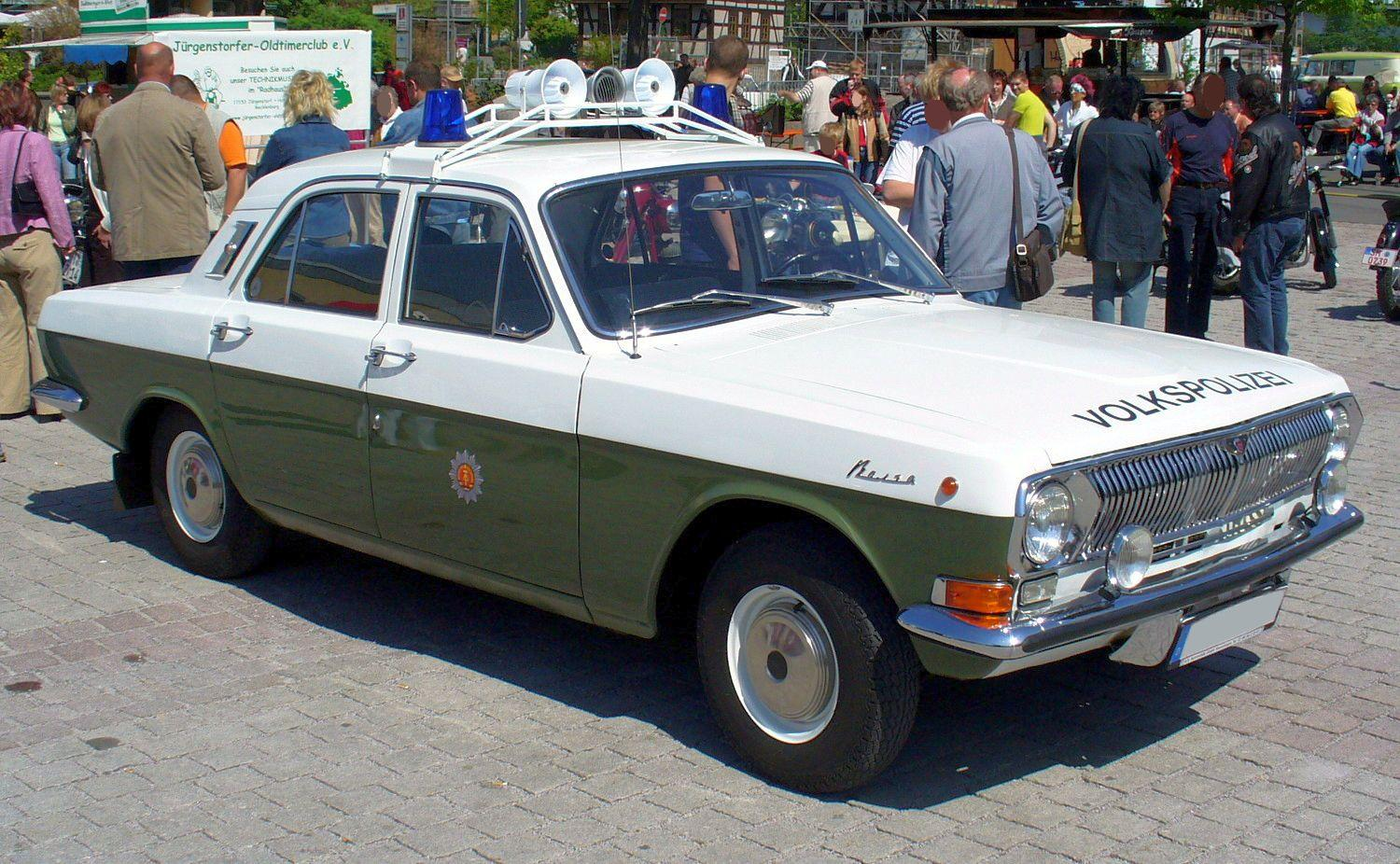
Um Wolga GAZ-24 da Volkspolizei da Alemanha Oriental

O GAZ-24 Volga foi exportado para muitos países, da Indonésia e América Latina à Europa Ocidental. Versões de exportação com volante à direita também existiam. Na Europa, alguns dos Volgas mais populares eram carros, tanto sedãs quanto peruas, montados em Antuérpia pela Scaldia-Volga S.A. Esses carros foram enviados para a Bélgica sem motores, onde foram equipados com motores diesel Indenor (o mesmo do Peugeot 404), uma unidade de 2,1 litros com 62 PS (46 kW) até o 2300 D ser introduzido em 1980. O XD2 de 2,3 litros tem 70 PS (51 kW). Esses modelos foram chamados de M24D e M24DB (Break, perua), e também uma versão "Luxe" foi feita. Os Volgas padrão com motores soviéticos foram vendidos como M24 e M24B (Break). Carros que eram vendidos na Europa frequentemente tinham características como pintura metálica, teto de vinil simulado, interior de couro e outros luxos. As peruas às vezes tinham decoração de "madeira" simulada e frequentemente um limpador de vidro traseiro e aquecedor. Essas características eram geralmente instaladas por revendedores locais europeus da GAZ.
O motor a gasolina começou a desaparecer das listas de preços da Europa Ocidental no final da década de 1970. O Volga oferecia um bom custo-benefício, com o preço de varejo sendo menor do que o de um Volkswagen Golf Diesel, mas o valor de revenda era péssimo. As vendas nunca foram significativas em volume; em 1982, as vendas de Volgas com motor a diesel em toda a Europa somaram 255 carros, seguidos por mais 215 em 1983.
No final de 1983, os Volgas belgas também não estavam mais disponíveis com carroceria de sedã. O Diesel Break veio como "N" (Normale) ou o mais bem equipado "GL". O carro também foi vendido na Áustria, onde o importador ÖAF-Gräf & Stift se referiu a ele como "Wolga Attaché GAZ-24". A ÖAF-Gräf & Stift parou de trazer novos Volgas após o início de 1981, embora o estoque continuasse disponível até o final do ano, e a empresa também continuou fornecendo carros ocasionais para diplomatas tchecos e soviéticos estacionados na Áustria. Como na maioria dos mercados europeus, o carro encontrou seu principal mercado entre os taxistas, que apreciavam seu baixo preço e robustez, enquanto estavam menos preocupados com valores de revenda.